# Vuelo 451 de Japan Air System
El vuelo 451 de Japan Air System fue un vuelo de Japan Air System desde el aeropuerto de Nagoya en la zona de Nagoya en la prefectura de Aichi, Japón al Nuevo aeropuerto de Chitose en Sapporo, prefectura de Hokkaido con parada técnica en el aeropuerto de Hanamaki en Hanamaki, prefectura de Iwate. El 18 de abril de 1993, el Douglas DC-9-41 en la ruta se estrelló mientras intentaba aterrizar en el aeropuerto de Hanamaki.
El avión perdió súbitamente gran parte de su velocidad mientras cruzaba el principio de un frente frío (que resultó presentar microrráfagas), mientras se encontraba en aproximación final, cerca de la pista. El copiloto sin apenas experiencia no fue capaz de efectuar una aproximación frustrada lo bastante rápido como para evitar una toma dura. El avión se salió a continuación de pista.
Todos los pasajeros así como los cinco miembros de la tripulación sobrevivieron, sufriendo lesiones de distinta gravedad diecinueve de ellos. El avión comenzó a arder cuando los pasajeros estaban siendo evacuados. El avión fue declarado como siniestro total.

## Galería

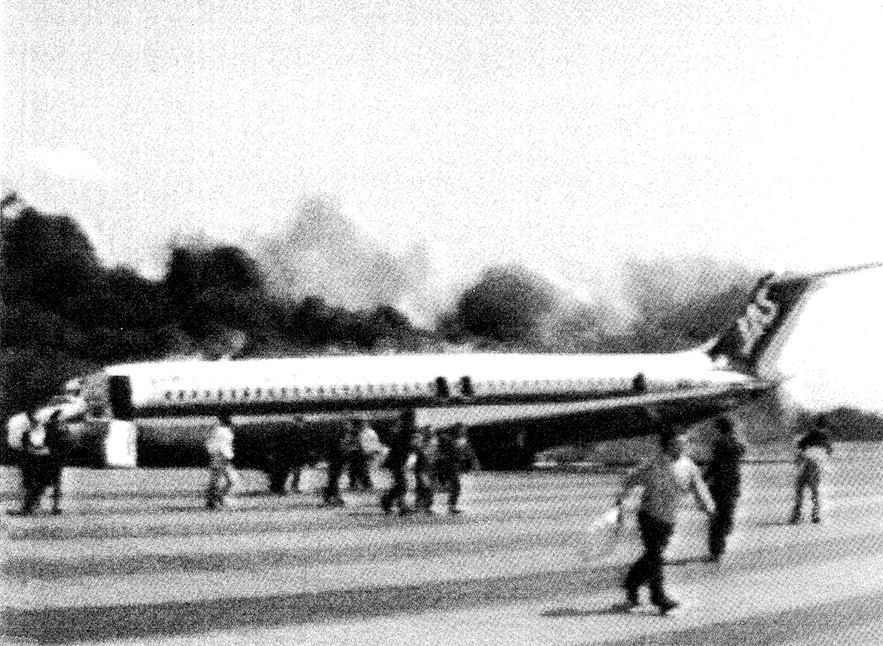
El avión luego de su aterrizaje de emergencia.
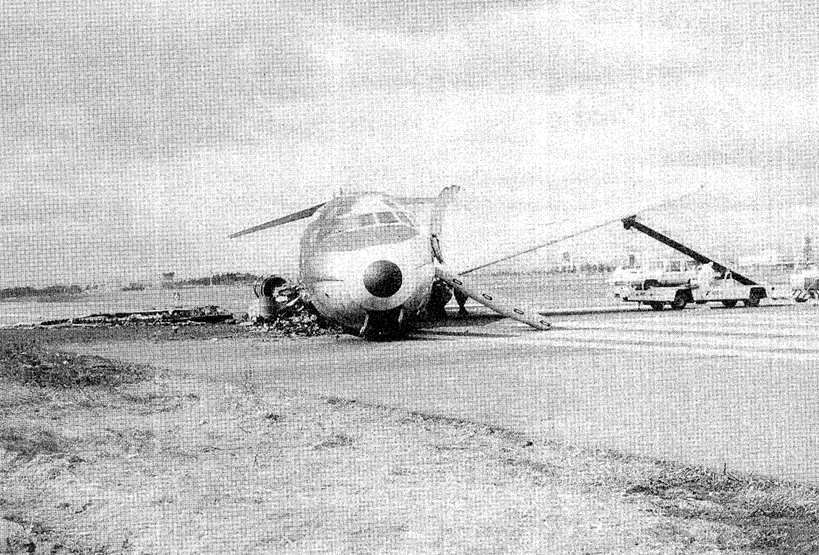
Vista delantera de la aeronave. La cabina quedo relativamente intacta.
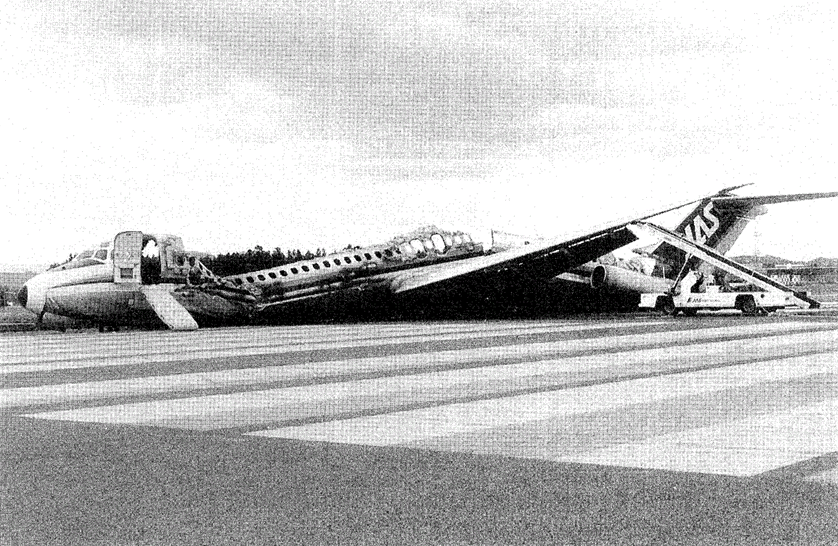
El alcance del daño del fuego del lado izquierdo de la aeronave.
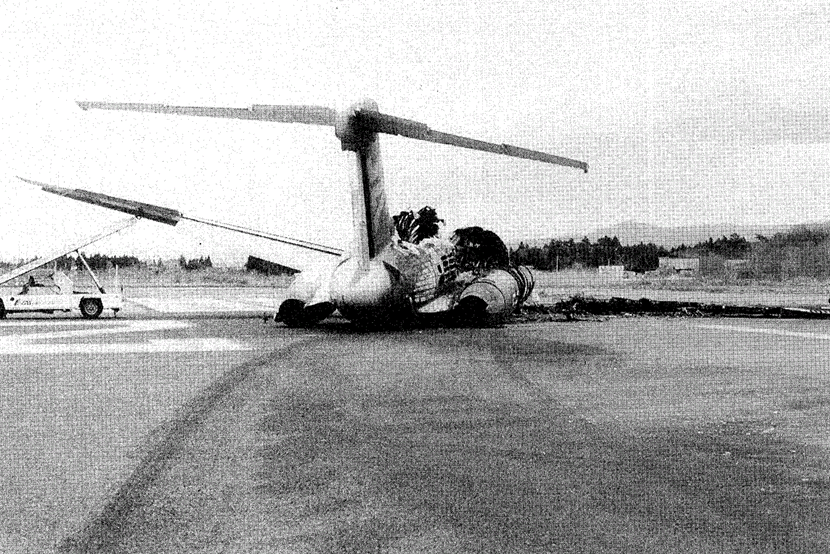
Vista de la cola del avión. El timon, el estabilizador izquierdo y el elevador quedaron intactos a pesar del intenso fuego.
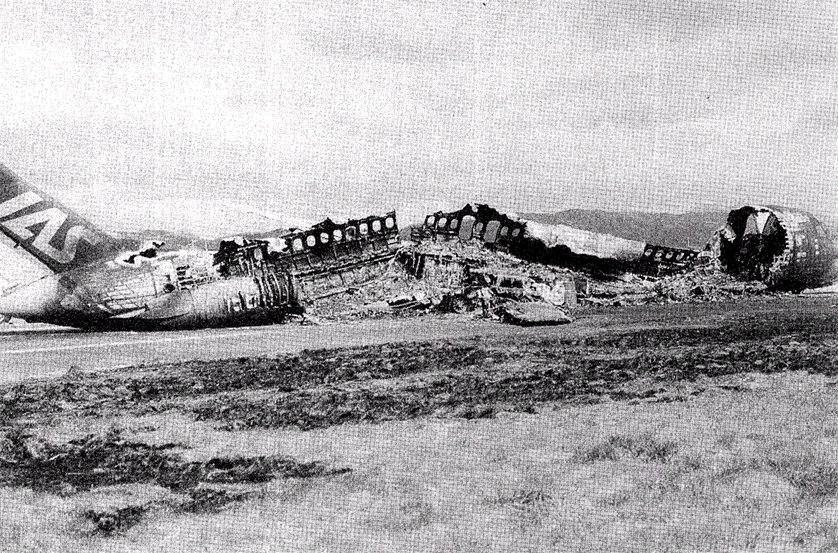
El lado derecho del avión quedo completamente carbonizado por el fuego.
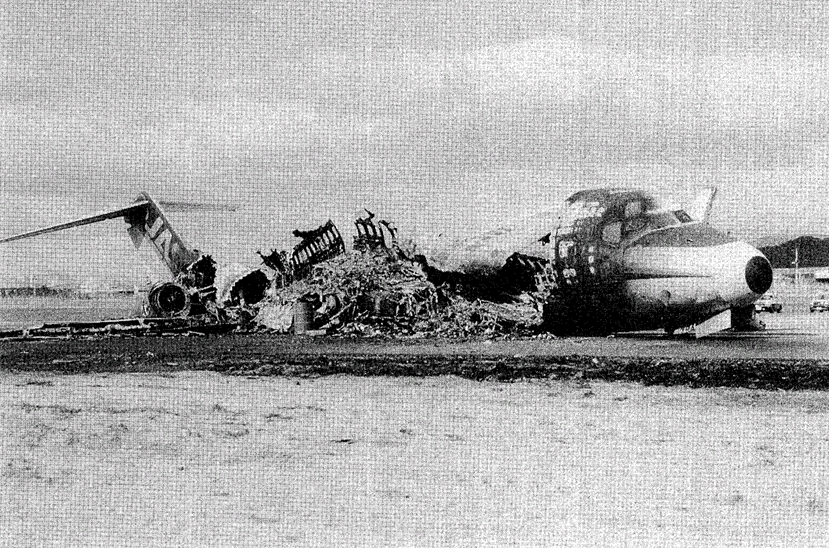
Vista completa de la aeronave, casi todo el avion fue quemado por el fuego resultante posterior al aterrizaje.